# Mitrephora weberi
Mitrephora weberi är en kirimojaväxtart som beskrevs av Elmer Drew Merrill. Mitrephora weberi ingår i släktet Mitrephora och familjen kirimojaväxter. Inga underarter finns listade i Catalogue of Life.